# Košarkaški klub Crvena zvezda 2015-2016
Questa voce raccoglie le informazioni riguardanti il  Košarkaški klub Crvena zvezda nelle competizioni ufficiali della stagione 2015-2016.

## Stagione
La stagione 2015-2016 del Košarkaški klub Crvena zvezda è la 10ª nel massimo campionato serbo di pallacanestro, la Košarkaška liga Srbije.

## Roster
Aggiornato al 6 aprile 2022.
| Crvena zvezda Telekom 2015-16 | Crvena zvezda Telekom 2015-16 |
| Giocatori                     | Staff tecnico                 |
| ----------------------------- | ----------------------------- |

| N. | Naz.                   | Ruolo | Nome                    | Anno | Alt.   | Peso   |  |
| -- | ---------------------- | ----- | ----------------------- | ---- | ------ | ------ |  |
| 1  | Stati Uniti (bandiera) | G     | Tarence Kinsey          | 1984 | 198 cm | 84 kg  |  |
| 3  | Stati Uniti (bandiera) | P     | Marcus Williams         | 1985 | 190 cm | 95 kg  |  |
| 4  | Serbia (bandiera)      | P     | Nikola Rebić            | 1995 | 188 cm | 80 kg  |  |
| 5  | Stati Uniti (bandiera) | AP    | Ryan Thompson           | 1988 | 198 cm | 96 kg  |  |
| 6  | Serbia (bandiera)      | AP    | Nemanja Dangubić        | 1993 | 204 cm | 88 kg  |  |
| 7  | Israele (bandiera)     | P     | Gal Mekel               | 1988 | 191 cm | 87 kg  |  |
| 9  | Serbia (bandiera)      | AG    | Luka Mitrović (C)       | 1993 | 206 cm | 102 kg |  |
| 10 | Serbia (bandiera)      | GA    | Branko Lazić            | 1989 | 196 cm | 87 kg  |  |
| 12 | Serbia (bandiera)      | AG    | Boriša Simanić          | 1998 | 208 cm | 90 kg  |  |
| 13 | Serbia (bandiera)      | P     | Vasilije Micić          | 1994 | 195 cm | 90 kg  |  |
| 15 | Serbia (bandiera)      | AG    | Marko Tejić             | 1995 | 210 cm | 105 kg |  |
| 19 | Serbia (bandiera)      | AP    | Marko Simonović         | 1986 | 203 cm | 95 kg  |  |
| 21 | Grecia (bandiera)      | C     | Sofoklīs Schortsianitīs | 1985 | 208 cm | 156 kg |  |
| 22 | Serbia (bandiera)      | C     | Stefan Nastić           | 1992 | 211 cm | 111 kg |  |
| 23 | Serbia (bandiera)      | AP    | Marko Gudurić           | 1995 | 196 cm | 91 kg  |  |
| 24 | Serbia (bandiera)      | P     | Stefan Jović            | 1990 | 198 cm | 94 kg  |  |
| 30 | Stati Uniti (bandiera) | A     | Quincy Miller           | 1992 | 208 cm | 99 kg  |  |
| 33 | Germania (bandiera)    | C     | Maik Zirbes             | 1990 | 207 cm | 115 kg |  |
| 51 | Serbia (bandiera)      | C     | Vladimir Štimac         | 1987 | 211 cm | 116 kg |  |

| Allenatore                                                                                           |
| - Dejan Radonjić                                                                                     |
| Assistente/i                                                                                         |
| - Nikola Birač - Saša Kosović - Velibor Radović Legenda - (C) Capitano - (IN) Inattivo - Infortunato |

## Mercato

### Sessione estiva
| Acquisti | Acquisti                | Acquisti          | Acquisti      | Acquisti |
| R.a      | Nome                    | da                | Modalità      |          |
| -------- | ----------------------- | ----------------- | ------------- | -------- |
| AP       | Marko Simonović         | Pau-Lacq-Orthez   | definitivo    |          |
| P        | Gal Mekel               | Nižnij Novgorod   | definitivo    |          |
| C        | Stefan Nastić           | Stanford Cardinal | definitivo    |          |
| AP       | Ryan Thompson           | Bamberger         | definitivo    |          |
| AG       | Boriša Simanić          | FMP Belgrado      | fine prestito |          |
| C        | Sofoklīs Schortsianitīs | Maccabi Tel Aviv  | definitivo    |          |
| AP       | Marko Gudurić           | FMP Belgrado      | fine prestito |          |
| A        | Nikola Čvorović         | FMP Belgrado      | fine prestito |          |
| P        | Aleksandar Cvetković    | MZT Skopje        | fine prestito |          |
| GA       | Vojislav Stojanović     | FMP Belgrado      | fine prestito |          |

| Cessioni | Cessioni              | Cessioni          | Cessioni                 | Cessioni |
| R.       | Nome                  | a                 | Modalità                 |          |
| -------- | --------------------- | ----------------- | ------------------------ | -------- |
| P        | Marcus Williams       | Free agent        | fine contrato            |          |
| C        | Boban Marjanović      | San Antonio Spurs | fine contratto           |          |
| AP       | Nikola Kalinić        | Fenerbahçe        | definitivo (1 milioni €) |          |
| G        | Charles Jenkins       | Olimpia Milano    | fine contratto           |          |
| A        | Nikola Čvorović       | Vršac             | rescissione              |          |
| G        | Jaka Blažič           | Saski Baskonia    | rescissione              |          |
| C        | Đorđe Kaplanović      | Gdynia            | fine contratto           |          |
| A        | Aleksa Radanov        | FMP Belgrado      | prestito                 |          |
| AP       | Ognjen Dobrić         | FMP Belgrado      | rinnovo prestito         |          |
| AG       | Stefan Kenić          | FMP Belgrado      | prestito                 |          |
| AG       | Marko Radovanović     | FMP Belgrado      | rinnovo prestito         |          |
| G        | Aleksandar Aranitović | Mega Belgrado     | prestito                 |          |
| A        | Dejan Davidovac       | FMP Belgrado      | rinnovo prestito         |          |
| AP       | Stefan Lazarević      | FMP Belgrado      | rinnovo prestito         |          |
| C        | Dragan Apić           | FMP Belgrado      | rinnovo prestito         |          |
| P        | Aleksandar Cvetković  | Partizan          | fine contratto           |          |

### Dopo l'inizio della stagione
| Acquisti | Acquisti        | Acquisti      | Acquisti         | Acquisti   |
| R.       | Nome            | da            | Data             | Modalità   |
| -------- | --------------- | ------------- | ---------------- | ---------- |
| A        | Quincy Miller   | Brooklyn Nets | 20 ottobre 2015  | definitivo |
| C        | Vladimir Štimac | Estudiantes   | 27 ottobre 2015  | definitivo |
| P        | Marcus Williams | Free agent    | 3 novembre 2015  | definitivo |
| P        | Vasilije Micić  | Bayern Monaco | 27 dicembre 2015 | prestito   |
| G        | Tarence Kinsey  | Trabzonspor   | 28 dicembre 2015 | definitivo |

| Cessioni | Cessioni                | Cessioni       | Cessioni         | Cessioni              |
| R.       | Nome                    | a              | Data             | Modalità              |
| -------- | ----------------------- | -------------- | ---------------- | --------------------- |
| C        | Sofoklīs Schortsianitīs | PAOK Salonicco | 28 ottobre 2015  | rescissione           |
| AP       | Vojislav Stojanović     | Orlandina      | 27 novembre 2015 | definitivo (29.000 €) |
| P        | Gal Mekel               | Free agent     | 3 dicembre 2015  | rescissione           |
| P        | Marcus Williams         | Free agent     | 28 dicembre 2015 | rescissione           |
| AP       | Ryan Thompson           | Trabzonspor    | 28 dicembre 2015 | rescissione           |
| AG       | Marko Tejić             | FMP Belgrado   | 26 aprile 2016   | prestito              |
| C        | Stefan Nastić           | Free agent     | 23 maggio 2016   | rescissione           |